# 캐나디안 내셔널 철도
캐나디안 내셔널 철도 회사(영어: Canadian National Railway Company, 프랑스어: Compagnie des chemins de fer nationaux du Canada)는 캐나다의 철도 운영회사이다. 북아메리카의 1급철도를 운영하며, 대륙횡단 철도 노선을 보유하고 있다. 운영 노선은 대서양의 노바스코샤주에서 태평양의 브리티시컬럼비아주 밴쿠버까지 뻗어 있으며, 미국의 멕시코 만 지역까지 남하하는 선로도 보유하고 있다. 본사는 몬트리올에 있다.

## 개요
본래는 국내의 크고작은 철도회사를 국가가 1918년부터 1923년 사이 매입하여 설립된 국영기업이었지만, 1995년에 민영화되었다. 민영화 후로도 국립을 뜻하는 내셔널의 이름은 그대로 쓰고 있다. 이후 10년 동안 일리노이 센트럴 철도, 위스콘신 센트럴 철도를 인수하면서 미국 노선을 운행하게 되었다. 1978년까지 여객 영업도 운영했으나 VIA 철도가 이를 대신하게 되면서 현재는 화물 노선만 운행하게 되었다.

## 역사
당시 철도 회사의 파산에 따른 공공 교통 체계의 존폐에 위기감이 닥치게 되면서 1918년 9월 6일 캐나다 정부는 파산 직전의 캐나다 노던 철도의 지분을 모두 인수하고 회사를 관리하는 경영 위원회를 임명했다. 이후 캐나다 정부 철도, 인터콜로니얼 철도, 내셔널 트랜스 콘티넨털 철도, 프린스 에드워드 아일랜드 철도를 합병하도록 권고했다. 같은 해 12월에 다수의 철도 회사에 단순 출자하고 운영하위 위해 캐나다 정부가 캐나다 국영 철도를 조직했다.
1919년에 그랜드 트렁크 태평양 철도의 모기업인 그랜드 트렁크 철도에 의한 정부의 건설 채권 문제로 재정 위기로 회사가 어려움에 있었다. 이후 캐나다 정부는 이듬해 6월까지 운행하고 이후 통합했다. 이후 그랜드 트렁크가 파산하게 되면서 1920년 3월에 경영 위원회가 관리하게 되었다. 1923년에 그랜드 트렁크를 인수해 자회사로 편입했다. 같은 해 CNR 라디오를 설립해 최초로 운영하기 시작했다.
1927년에 센트럴 버몬트 철도를 인수했으며 1929년에 허드슨베이 철도가 처칠 북부 역에 도착했다. 1933년에 메니토바까지 철도가 연장하게 되었다. 그러나 캐나다 태평양 철도가 철도 기업이 라디오 방송을 한 것에 대해서 반발하자 1931년에 라디오 서비스 가처분 신청을 받아들였다. 결국 CNR 라디오는 1933년에 캐나다 라디오 방송위원회에 매각 되었고 3년 후에 캐나다 방송 협회로 사명이 변경되었다.
1936년에 캐나다 태평양 철도와 함께 여객 운송을 하게 되었고 1943년에 몬트리올 중앙역이 개통 되었다. 1948년에 전기 기관차를 도입 하면섯 화물 운송을 시작했다. 1949년에 뉴팬포틀랜드 철도를 합병했다. 1955년에 슈퍼컨티넨털 장거리 열차를 도입해 몬트리올 ~ 밴쿠버간 운행을 하게 되었고 1957년에 대서양과 오대호를 연결하는 세인트로렌스 수로를 건설하기 위해 몬트리올 ~ 토론토 구간을 우회한 새로운 철도 노선이 개통되었다.
1960년에 보유하고 있던 증기 기관차를 모두 퇴역 시키고 현재의 명칭으로 변경했다. 1961년에 현재 사용하고 있는 회사 로고를 공개한데 이어 본사를 몬트리올 중앙역 근처로 이전했다. 1963년에 대륙을 횡단하는 열차인 파노라마호를 운행하게 되었고 1965년에 열차 집중 제어 장치를 모든 노선에 도입했다.
1968년에 UAC 터보 트레인을 도입했다. 그러나 연비 문제가 겹치게 되면서 1982년에 전량 퇴역했다. 1976년에 여객과 화물 부분이 분리 되면서 VIA-CN란 회사를 설립했다. 1977년에 캐나다의 국영 항공사인 에어캐나다를 CN 해양에 매각했다. 1978년에 캐나다의 국영기업인 VIA 철도를 설립하게 되면서 현재는 화물 노선만 운행하게 되었다.
1979년에 CRP와 합작으로 CNCP 통신을 설립했다. 1988년에 당시 운영하고 있던 CN 호텔을 매각했고 1994년에 캐나다 동부 사업 공동 운행을 철수했다. 1992년에 캐나다 정부와 최고 경영자가 생산성 향샹을 위해 민영화를 추진 했으며 대규모의 구조 조정을 통해 비효율적인 경영 구조를 개선하는데 성공했다. 1995년에 캐나다 정부가 민영화법이 제정된데 이어 같은 해 11월에 캐나다 정부가 보유하고 있던 주식을 모두 기업인에게 매각했다. 이 법의 경우 개인 투자자와 기관 투자가가 캐나다 내셔널 철도 주식의 15% 이상을 제한하고 이와는 별도로 몬트리올 본사를 유지하는 식으로 정해졌다.
1999년에 미국의 철도 기업인 일리노이 센트럴 철도를 인수해 합병한데 이어 2001년에 위스콘신 센트럴 철도, 2003년에 BC 철도, 2004년에 그레이트 레이크 트랜스 포테이션을 인수했다.

## 사진

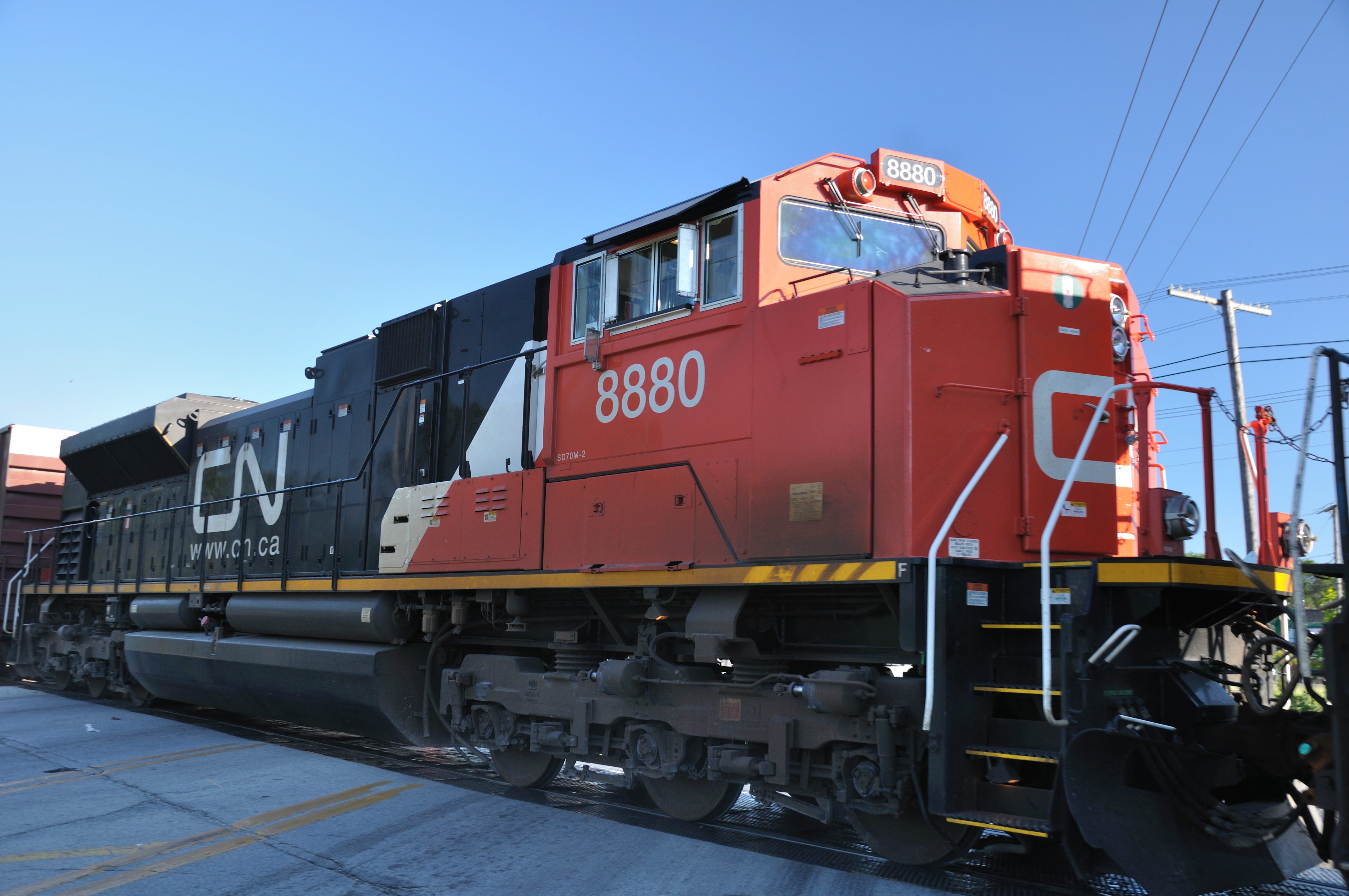
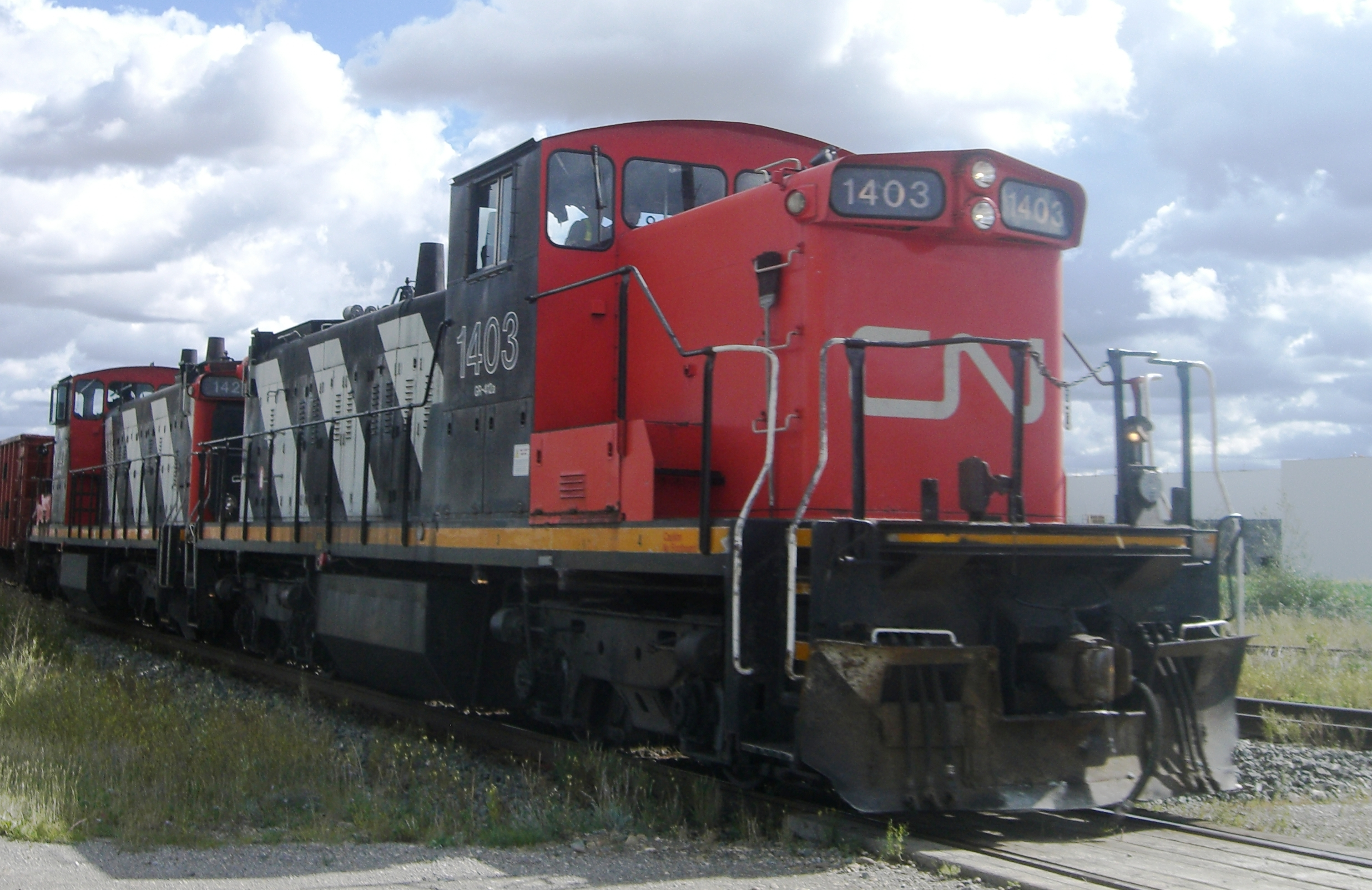
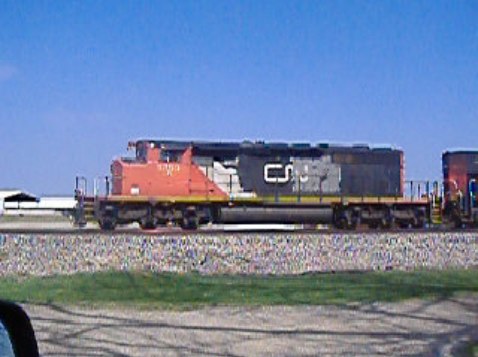
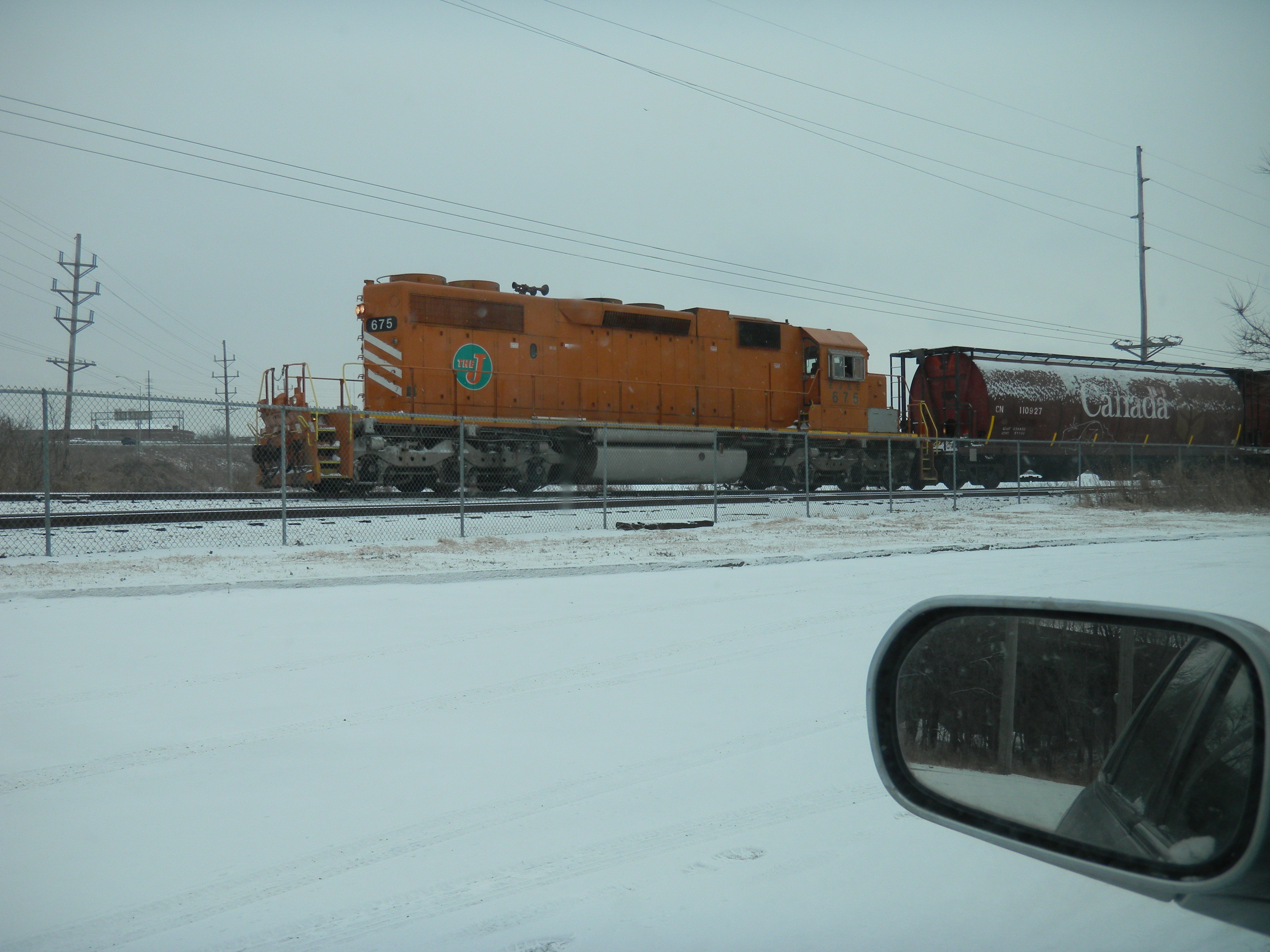
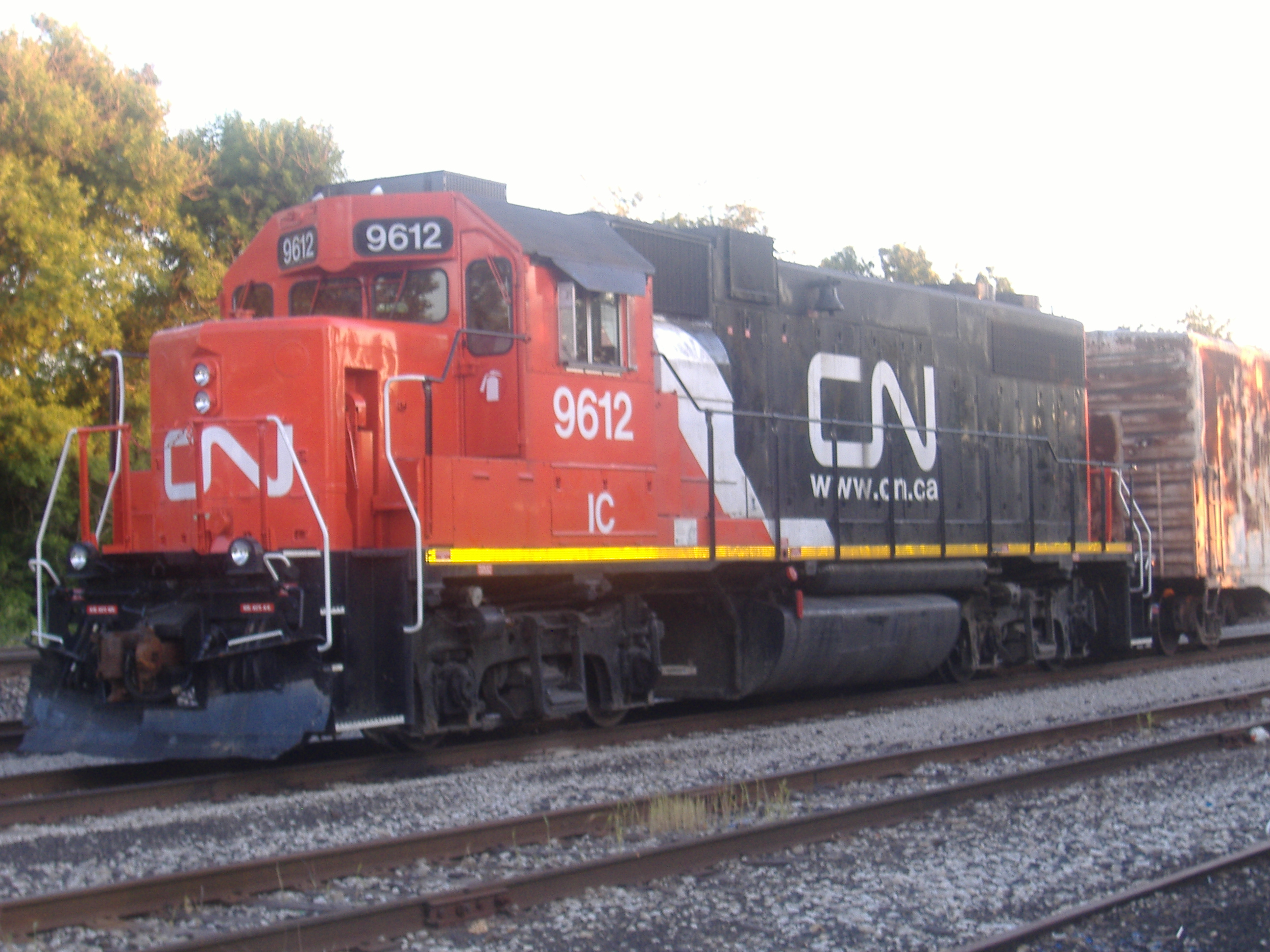
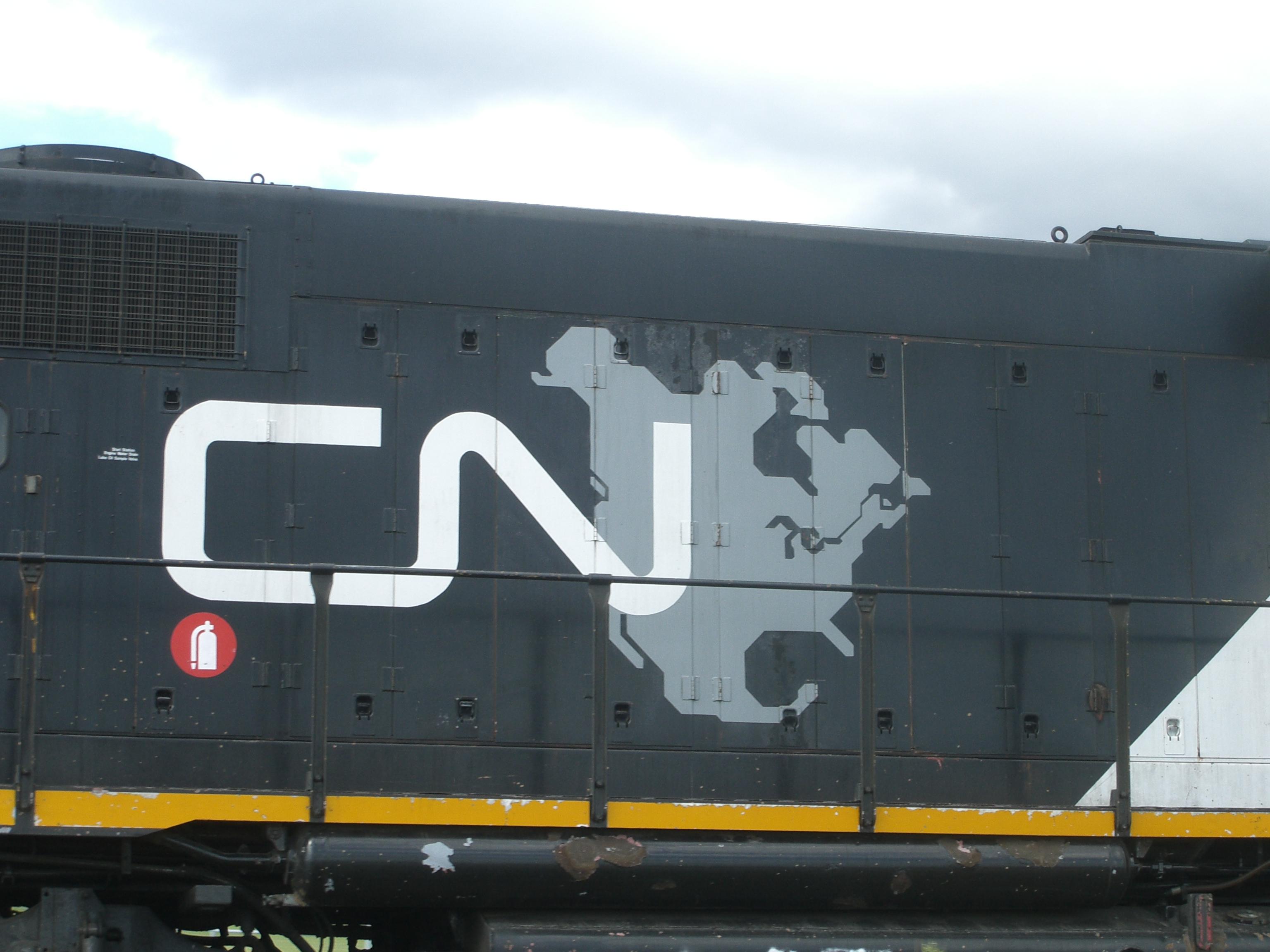

## 같이 보기
- GO 트랜싯